# Raggismo

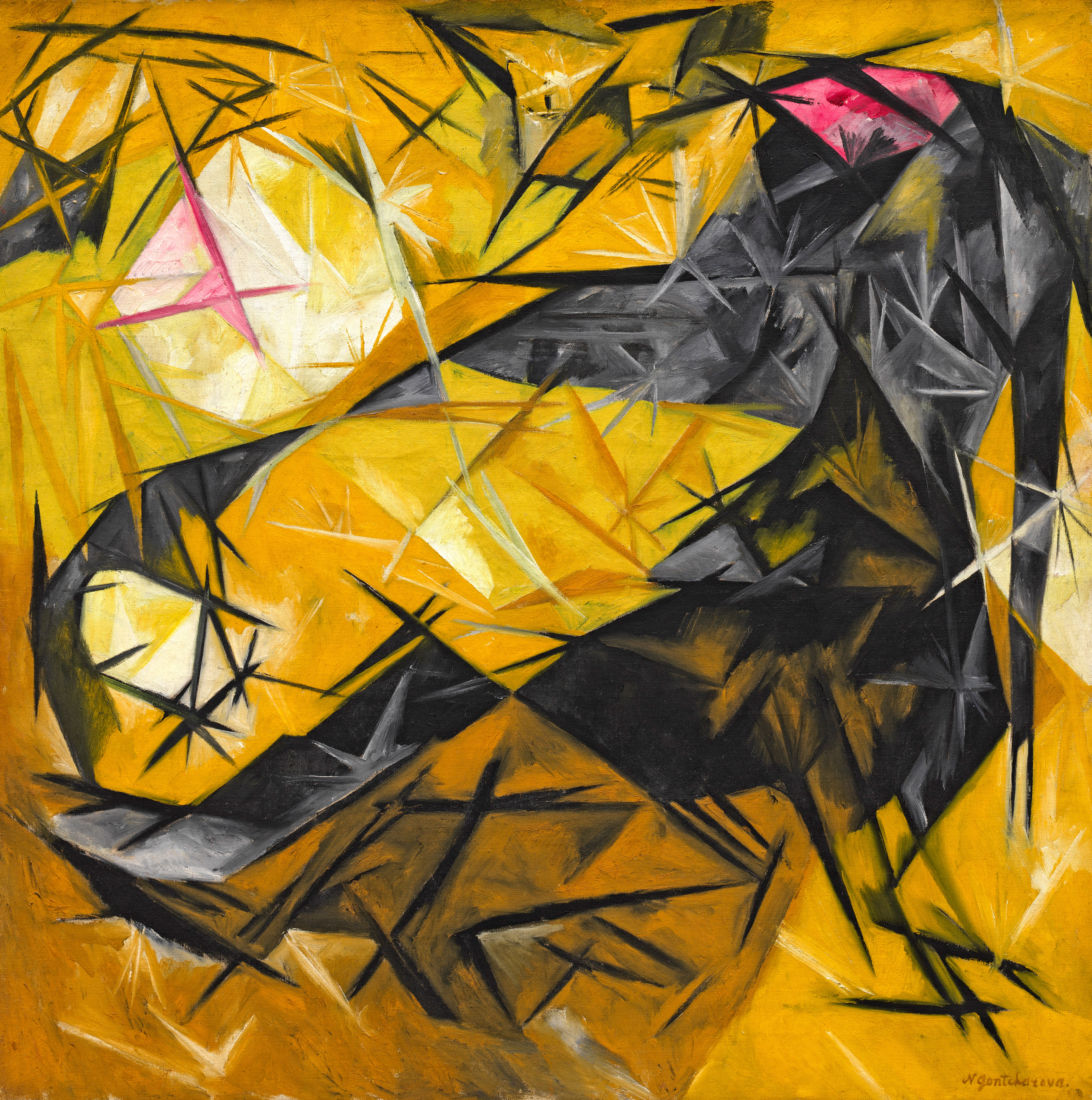
Gatti, Goncharova, 1913

Il Raggismo (più di rado detto anche Radiantismo) fu un movimento d'avanguardia russo, sviluppatosi negli anni 1912-1916 come evoluzione di una parte del Futurismo russo, sorto sull'eco di quello italiano, e condividendo una serie di istanze già avanzate dal lituano Mykolas Ciurljonis.

## Storia
Il Raggismo - primo movimento d'arte non figurativa d'origine russa - intendeva coniugare le istanze del Futurismo e del Neoprimitivismo. Vedeva lo scopo della pittura nel cogliere gli effetti dell'inglobamento dei colori dello spettro, della rifrazione e diffrazione dei raggi di luce che colpiscono gli oggetti. Com'è scritto nel suo Manifesto, «lo stile raggista mira alle forme spaziali, che possono derivare dall'intersecazione dei raggi emessi dai vari oggetti, quali vengono rilevate dalla volontà dell'artista[…] Il raggio viene convenzionalmente raffigurato in piano con una linea di colore».
La sua nascita derivava in particolare dall'esigenza di distaccarsi dagli esempi dell'arte occidentale, soprattutto francese, pur mantenendosi nell'alveo dell'arte d'avanguardia. Si basava su una serie di esperienze locali (tra cui l'esposizione ad Odessa nel 1910 delle Improvvisazioni di Vasilij Kandinskij). Nel 1912 a Mosca prendeva consistenza una nuova corrente di artisti (a seguito di una serie di mostre, in particolare quella denominata La coda dell'asino), tra i quali figureranno Michail Larionov, Natal'ja Gončarova, Kasimir Malevich, Marc Chagall, Vladimir Tatlin e Nikolai Kul'bin. Nell'anno successivo questo gruppo teneva la prima mostra in cui si presentavano opere raggiste (Il bersaglio), dove fecero particolare scalpore le opere di Natal'ja Gončarova. E poco dopo iniziò le pubblicazioni di un almanacco il cui titolo univa le denominazioni delle mostre (La coda dell'asino e Il bersaglio) che divenne il punto di riferimento del gruppo.
Nel 1912 Michail Fëdorovič Larionov, l'artista più sensibile alle nuove teorie del futurismo, divenne il teorico del raggismo, scrivendone il Manifesto (pubblicato nell'anno successivo) e poi il saggio Raggisti e Futuristi, pubblicato nell'almanacco del gruppo nello stesso 1913, in cui venivano suggerite composizioni costruite sull'irradiazione di linee di colori elementari. Il movimento raggista ebbe notevole influenza sulla maturazione di varie personalità di spicco dell'avanguardia russa. Ma come tendenza pittorica non ebbe vasta diffusione, e la sua produzione è quasi limitata a una serie di notevoli opere di Natal'ja Gončarova e Michail Larionov. Gli stessi Larionov e Gončarova diedero il loro maggior contributo nel campo della nuova scenografia. Dopo alcune mostre di opere raggiste tra il 1913 e il 1914, gli appartenenti al movimento si divisero orientati verso nuove esperienze.